# Kentarō Hori
Kentarō Hori (堀 健太朗, Hori Kentarō) é um físico japonês, que trabalha com teoria das cordas. Trabalha no Instituto Kavli em Tóquio.
Obteve um doutorado em 1994 na Universidade de Tóquio, com a tese On Global Aspects Of Gauged Wess-Zumino-Witten Model. No pós-doutorado esteve com Hiroshi Ōguri no Instituto de Tecnologia da Califórnia. Em 2002 foi membro do Instituto de Estudos Avançados de Princeton (e 2004 e 2008 visitante).
Em 2000 publicou com Cumrun Vafa uma nova prova da simetria especular de variedades de Calabi-Yau sobre a dualidade das teorias bidimensionais de medidas quantificadas. Esta conexão de simetrias espelhadas com a dualidade T foi suposta por Andrew Strominger, Shing-Tung Yau e Eric Zaslow em 1996.
Foi palestrante convidado do Congresso Internacional de Matemáticos em Pequim (2002: Mirror Symmetry and Quantum Geometry).

## Obras
- com Sheldon Katz, Albrecht Klemm, Rahul Pandharipande, Richard Thomas, Cumrun Vafa, Ravi Vakil, Eric Zaslow: Mirror symmetry. Col: Clay Mathematics Monographs. Vol. 1. [S.l.]: American Mathematical Society. 2003